# Wakacje z Moniką
Wakacje z Moniką (szw. Sommaren med Monika) – szwedzki film fabularny z 1953 roku w reżyserii Ingmara Bergmana. Filmowa adaptacja powieści szwedzkiego pisarza Pera Andersa Fogelströma z 1951 roku pod tym samym tytułem. 
Kontrowersje wokół śmiałych scen i nagości w tym filmie oraz w powstałym niemal równolegle Ona tańczyła jedno lato (1951) Arne Mattssona, przyczyniły się do ukształtowania się reputacji Szwecji jako miejsca wyzwolonego seksualnie.
Odtwórczyni głównej roli żeńskiej, Harriet Andersson, była przez kilka lat związana uczuciowo z reżyserem, co zaowocowało długotrwałą współpracą obojga przy kolejnych filmach Bergmana: Wieczór kuglarzy (1953), Uśmiech nocy (1955) czy Jak w zwierciadle (1961).

## Opis fabuły
Akcja Wakacji z Moniką zawiązuje się w środowisku ubogiej klasy pracującej powojennego Sztokholmu. Harry (Lars Ekborg) i Monika (Harriet Andersson) poznają się podczas przerwy w znienawidzonej przez nich pracy i zakochują się. Po domowej awanturze Monika postanawia uciec wraz z Harrym i namawia chłopaka, by ten rzucił pracę. Harry przystaje na jej propozycję, kradnie łódź ojca i spędza wraz z Moniką upojne lato na wyspach Sztokholmskiego archipelagu. Gdy zbliżające się ku końcowi lato zmusza parę do powrotu do miasta, Monika jest już w ciąży. Harry zachowuje się odpowiedzialnie i postanawia założyć z Moniką rodzinę. Znajduje stałą pracę i zaczyna studia inżynierskie, aby moc w przyszłości utrzymać rodzinę. Jednak Monika nie jest zadowolona z takiego obrotu spraw, nie podoba jej się rola żony i matki. Jej temperament i chęć przygody szybko psuje jej stosunki z Harrym i doprowadza do rozpadu związku. Harry zostaje sam z dzieckiem.

## Obsada
- Harriet Andersson – Monika
- Lars Ekborg – Harry
- Dagmar Ebbesen – ciotka Harry'ego
- Åke Fridell – ojciec Moniki
- Naemi Briese – matka Moniki
- Åke Grönberg – Harry'ego kolega z pracy
- Sigge Fürst – pracownik magazynu porcelany
- John Harryson – Lelle

## O filmie
Wakacje z Moniką to, podobnie jak Letni sen i Wieczór kuglarzy, klasyk wczesnej fazy twórczości Bergmana. Film został początkowo odrzucony przez Szwedzką Akademię Filmową z powodu wątpliwych moralnie wątków w scenariuszu, takich jak nastoletni seks i stosunki pozamałżeńskie. Film został w końcu skierowany do produkcji, jednak w wielu krajach konieczna była ingerencja cenzury.
Wczesne sceny rozgrywające się w środowisku sztokholmskiej klasy pracującej nakręcone zostały w studiu. Teatralność i stylizacja scenografii pozbawionej nachalnego realizmu zdają się sugerować nierealność i bezbarwność codziennej egzystencji. Nakręcona w plenerze główna część filmu ukazana jest za to bardzo realistycznie, wręcz naturalistycznie. Jednak to lato spędzone na archipelagu okazuje się "snem" z którego dwójka głównych bohaterów musi się prędko obudzić, wracając do monotonii życia codziennego w Sztokholmie.